# Hugo von Mohl
Hugo von Mohl (Stuttgart, 8 april 1805 — Tübingen, 1 april 1872) was een Duits botanicus, arts en hoogleraar aan diverse universiteiten uit de voormalige deelstaat Württemberg. Von Mohl wordt beschouwd als de ontdekker van de kerndeling en was de eerste die de term "protoplasma" gebruikte om de levende inhoud van de cel aan te duiden.

## Levensloop en werken
Von Mohl begon in 1823 aan een studie geneeskunde aan de Eberhard-Karls-Universiteit in Tübingen. Nadat hij met onderscheiding afstudeerde, ging hij naar München, waar hij vooraanstaande kringen van botanici ontmoette. In München werkte hij als assistent van Carl von Martius aan de anatomie van varens en palmvarens (1832). In 1835 werd hij hoogleraar fysiologie aan de Universiteit van Bern. In datzelfde jaar werd hij benoemd tot hoogleraar botanie in Tübingen, waar hij werkte tot zijn dood. Hij ontving vele onderscheidingen tijdens zijn leven en werd in 1868 verkozen tot buitenlandse fellow van de Royal Society. 
Met behulp van een lichtmicroscoop ontdekte Von Mohl de celdeling, tijdens zijn studie aan het groenwier Cladophora glomerata.
De werken van Von Mohl bestrijken een periode van vierenveertig jaar. De meest opvallende werken werden in 1845 opnieuw gepubliceerd in een bundel getiteld Vermischte Schriften Deze werken behandelden verschillende onderwerpen, maar richtten zich in het bijzonder op de fysieke structuur van organismen (veelal planten en mossen), vanuit anatomisch en histologisch oogpunt. Het woord protoplasma was zijn suggestie; de celkern was al herkend door Robert Brown en anderen, maar Von Mohl toonde in 1844 aan dat het protoplasma de bron is van de fysiologie en bewegingen van cellen, die destijds veel aandacht opwekten.
Von Mohls vroege onderzoek naar de structuur van palmen, van palmvarens en van boomvarens legde de basis voor al zijn latere kennis van dit onderwerp: zo ook zijn werk over Isoëtes (1840). Zijn latere anatomische werk was voornamelijk gericht op de stam van tweezaadlobbigen en naaktzadigen. Hij bestudeerde kurk en bast van deze planten en verklaarde hoe deze structuren groeiden en welke verschillende soorten er te onderscheiden waren. Ook corrigeerde hij fouten met betrekking tot lenticellen. 
In 1838 publiceerde hij een onderzoek over huidmondjes in bladeren, later in 1850 ging hij hierop verder en schreef over het openen en sluiten ervan.